# Відсутній зв'язок
«Відсутній зв'язок» (англ. The Missing Link) — американська кінокомедія режисера Чарльза Райснера 1927 року.

## У ролях
- Сід Чаплін — Артур Веллс
- Рут Гіатт — Беатріс Брейден
- Том Макгвайр — полковник Брейден
- Кроуфорд Кент — лорд Мелвілл Драйден
- Нік Коглі — капітан
- Сем Бейкер — Missing Link